# Hoop and Holler
Hoop and Holler è una comunità non incorporata della contea di Liberty, Texas, Stati Uniti. Hoop and Holler è situata nel nord-est della contea di Liberty, a 20,2 miglia (32,5 km) a sud-est di Livingston.
È stata spesso notata su elenchi di località con nomi insoliti.